# Astérodia (nymphe)
Pour les articles homonymes, voir Astérodia.
Dans la mythologie grecque, Astérodia (en grec ancien Αστερόδεια ou Αστεροδία / Asterodeia ou Asterodia) est une océanide et nymphe du Caucase, première épouse du roi de Colchide Éétès, et mère d’Absyrte. Elle était fille d’Océan et de Téthys, et donc l’aînée d'Idyie, la seconde femme d’Éétès et mère de Médée.